# Rijgen
Rijgen is een term die men gebruikt in verband met naaien. Rijgsteken worden dan gebruikt om snelle, tijdelijke naden aan te brengen, met als doel om ze later weer te verwijderen. Voor het rijgen wordt een goed afstekende kleur gebruikt, meestal wit. Het speciale rijggaren is – in tegenstelling tot andere garens – opzettelijk zwak gemaakt zodat het eenvoudig door te breken is.

## Doelen
Rijgen wordt op verschillende manieren gedaan, afhankelijk van het beoogde doel:
- Om tijdelijk een zoom of naad aan te brengen, totdat deze permanent kan worden aangebracht. Dit kan met de hand gebeuren, of met een speciale naaimachine.
- Om tijdelijk een kanten kraag, ruches, of andere afwerking op kleding te bevestigen, zodat het onderdeel makkelijk verwijderd kan worden om het te reinigen, of om het op een ander kledingstuk te dragen. In dit geval worden de rijgsteken met de hand gemaakt, op zo een manier dat zij vrijwel onzichtbaar zijn aan de buitenkant van het kledingstuk.
- Om markeringen van af het tekenpatroon op de stof over te brengen, bijvoorbeeld om het punt te markeren waar twee stukken stof tegen elkaar moeten passen. Hiervoor wordt een speciale losse geluste steek gebruikt. Dit wordt vaak gedaan als de twee tegenovergestelde panden van het kledingstuk tegen elkaar liggen, zodat de steek op exact dezelfde plaats wordt gemaakt. De steek wordt vervolgens doorgeknipt, zodat de markering blijft zitten.